# سد هازلمر
سد هازلمر (به لاتین: Hazelmere Dam) یک سد در آفریقای جنوبی است که در Kwazulu Natal, South Africa واقع شده‌است.